# Santiago Huajolotitlán
Santiago Huajolotitlán är en kommun i Mexiko.   Den ligger i delstaten Oaxaca, i den sydöstra delen av landet, 230 km sydost om huvudstaden Mexico City.
Följande samhällen finns i Santiago Huajolotitlán:
- El Zapote
- Guadalupe de Cárdenas
- San Francisco el Grande
- Huamúchil
- Palo de Flor